# Torre de Cerredo
Torrecerredo ou Torre de Cerredo (La Torre Cerredu/Cerréu em asturo-leonês) é a mais alta montanha dos Picos de Europa, com 2648 m. É também a mais alta da Cordilheira Cantábrica e de todo o noroeste da Península Ibérica, estando encravada no Maciço Central dos Picos de Europa ou Maciço dos Urrieles, na divisória das províncias de Astúrias e Leão. Tem um desnível de mais de 2200 m sobre o rio Cares, e dispõe de magnificas vistas do maciço ocidental e canais que vertem sobre a garganta do Cares.